# Sarcé
Sarcé é uma comuna francesa na região administrativa do País do Loire, no departamento de Sarthe. Estende-se por uma área de 11 km². Em 2010 a comuna tinha 303 habitantes (densidade: 27,5 hab./km²).